# Тхару
Тхару — народность, населяющая тераи вдоль границы между Индией и Непалом. Тхару составляют порядка 6,6 % населения Непала — это 1,08 млн человек. Небольшая часть этого этноса проживает в Индии — около 20 тыс., главным образом в штатах Бихар и Уттар-Прадеш.

## Описание
Тхару — крупнейшая и старейшая этническая группа в тераях. Она вбирает в себя многочисленные подгруппы, деление на которые сохранилось до наших дней в огромной степени благодаря соблюдению строгой этнической эндогамии. По большому счёту, каждый сколь-нибудь крупный клан имеет собственную идентичность, диалект и культуру.

## Язык
Представители группы говорят на языках тхару, а также на языках соседних народов: бходжпури в центральном Непале, майтхили в восточном, урду и диалекты хинди авадхи и брадж в западном.

## Религия
По большей части тхару исповедуют индуизм в сочетании с исламскими, буддистскими и анимистическими верованиями. Традиционный культ тхару предусматривает почитание божеств в животных обличьях — собак, коров, быков, воронов. Каждая деревня пользуется покровительством своего особого божества. Тхару приносят в жертву молоко, шёлк, цыплят и голубей, иногда — кровь одного из членов семьи. Они верят, что духи обладают силой врачевания, а местные шаманы выполняют функции целителей, порой используя и традиционно буддистские методы лечения.

## Культура и быт
Длительная изоляция населяемой территории привела к образованию и развитию у тхару уникальной культуры. Выработался оригинальный стиль в прикладном искусстве (настенные орнаменты, национальная одежда). Богато устное литературное наследие.

### Занятия
Тхару традиционно занимаются земледелием и рыболовством, охотой и ремеслом: ткачеством, плетением, плотничеством. Умелые земледельцы, они выращивают пшеницу, ячмень, маис, чай, сахарный тростник, рис, горчицу, табак и кардамон. Держат мелкий домашний скот и птицу. Рыбной ловлей обычно занимаются женщины — для этого ставят сети на больших реках. Мужчины прекрасно охотятся, иногда их добычей становятся дикие азиатские слоны, обитающие в лесах Непала.

### Жилище
Живут в деревнях, в одноэтажных домах каркасного плана. Стены этих домов обмазанны глиной, вместо окон — небольшие отверстия для вентиляции, кровля изготавливается из тростника или бамбука.
Недавние медицинские исследования подтвердили факт устойчивости тхару к возбудителям малярии. Считается, что эти люди, веками проживая на заболоченных территориях, выработали своего рода иммунитет к этому заболеванию, передающийся наследственно.

### Пища
Традиционные блюда тхару — «сухой рис» с овощами — sukkhaa bhaat, суп из чечевицы — дал, соусы — jhol. Различие рациона тех или иных групп указывает на статусные различия между ними.

### Одежда
У мужчин распространено использование покупной одежды фабричного производства, традиционно же они носят рубахи, набедренные повязки и шапочки. Тип женской одежды зависит от статуса.
В основе своей это кусок домотканой материи, оборачиваемый наподобие сари вокруг нижней половины тела, кофта и цветной жилет. Женщин высокого социального статуса можно узнать по высоким головным уборам, расшитым монетами покрывалам, большому количеству украшений.

### Социальная и политическая организация, модернизация
Семьи большие и малые. Преимущественно моногамные браки. Сохраняются строгая этническая эндогамия, обменные браки, обычай умыкания невест. Патрилинейный счёт родства.
Постоянные поселения тхару сформировались под воздействием связей родственного и экономического характера. Деревни управляются советом, глава которого занимается сбором налогов в интересах центрального правительства. Традиционно тхару были разделены на две социальные группы, статусно между собой неравные. Сегодня высшая по статусу группа формирует однородныое эндогамное образование, в то время как вторая группа продолжает включать в себя множество эндогамных единиц.